# Arkhimedes (revue)
Pour les articles homonymes, voir Arkhimedes.
Arkhimedes est une revue de physique et de mathématiques, publiée par la Société finlandaise de physique et la Société finlandaise de mathématiques.
La revue comprend des articles sur des problèmes de recherche actuels, des critiques de livres, des nouvelles et des discussions sur des problèmes actuels et des événements pour les membres.

## Histoire
Arkhimedes est publiée pour la première fois en 1948. L'une des idées principales du magazine est de publier des articles sur le sujet dans les langues nationales et pour cette raison, il accorde également une attention au développement du vocabulaire. L'objectif de la revue est d'être un magazine d'information sur la physique et les mathématiques pour les membres du club et d'autres passionnés de l'industrie, et de publier des articles scientifiques dans un format de bon sens, par exemple pour les besoins des enseignants de mathématiques et de physique scolaires.